# Felice Bonetto
Felice Bonetto, född 9 juni 1903 i Manerbio, Brescia, död 21 november 1953 i Silao, Mexiko, var en italiensk racerförare.

## Racingkarriär
Bonetto körde biltävlingar redan på 1930-talet, men det var först efter andra världskriget som karriären tog fart. Han körde 16 formel 1-lopp mellan 1950 och 1953.
Bonetto körde även sportvagnsracing och vann Targa Florio 1952 i en Lancia Aurelia. Han omkom i en krasch i Carrera Panamericana året därpå.

## F1-karriär
| Säsong | Stall/Tillverkare               | Poäng | Placering |
| ------ | ------------------------------- | ----- | --------- |
| 1950   | Scuderia Milano (Maserati 4CLT) | 2     | 19        |
| 1951   | Alfa Romeo SpA                  | 7     | 8         |
| 1952   | Officine Alfieri Maserati       | 2     | 17        |
| 1953   | Officine Alfieri Maserati       | 6,5   | 9         |

### Trea i F1-lopp
1. Italien 1951
2. Nederländerna 1953